# Justin Smith (cestista)
Justin Smith (Highland Park, 1º marzo 1999) è un cestista statunitense.